# Drapeau du Zimbabwe
Le drapeau national du Zimbabwe se compose de sept bandes horizontales régulières de couleur verte, or, rouge et noire avec un triangle blanc contenant une étoile rouge à cinq branches avec un oiseau du Zimbabwe. Le projet actuel est adopté le 18 avril 1980.
L'oiseau en stéatite représenté sur le drapeau représente une statuette d'oiseau trouvée dans les ruines du Grand Zimbabwe. L'oiseau, utilisé pour la première fois en 1924 sur les armoiries de la Rhodésie du Sud, symbolise l'histoire du Zimbabwe ; l'étoile rouge en dessous représente officiellement les aspirations de la nation, mais est généralement considérée comme symbolisant le socialisme et la lutte révolutionnaire pour la liberté et la paix. Le design est basé sur le drapeau du parti au pouvoir au Zimbabwe, l'Union nationale africaine du Zimbabwe - Front patriotique.

## Histoire

La première utilisation officielle de l'oiseau du Zimbabwe est sur les armoiries de la Rhodésie du Sud, adoptées en 1924.

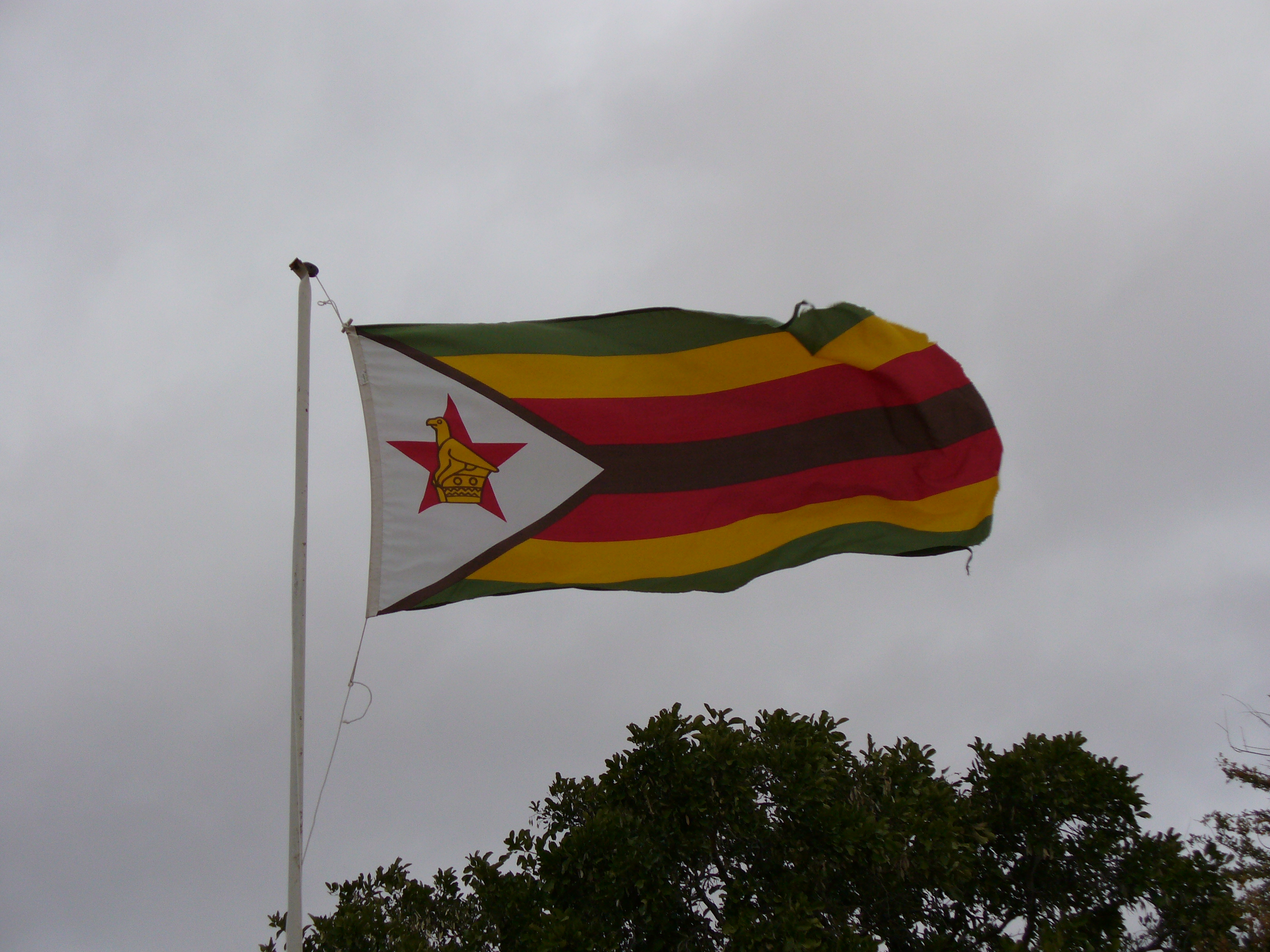
Le drapeau zimbabwéen flotte dans la brise

Le pays aujourd'hui connu sous le nom de Zimbabwe est connu sous le nom de Rhodésie du Sud de 1895 à 1980 (bien que le simple nom de Rhodésie ait été utilisé localement entre 1964 et juin 1979, après l'indépendance de la Rhodésie du Nord), puis sous le nom de Zimbabwe-Rhodésie entre juin et décembre 1979. La Rhodésie du Sud obtient un gouvernement responsable en 1923 et devient une colonie britannique autonome après trois décennies de domination par la British South Africa Company. Après l'octroi du gouvernement responsable, un drapeau est adopté, conforme à la pratique coloniale britannique standard, à savoir un Blue Ensign, défiguré par le bouclier des armoiries de la Rhodésie du Sud. Cette conception de base est utilisée jusqu'en 1968, bien qu'un pavillon bleu clair ait été introduit en avril 1964 après l'éclatement de la Fédération de Rhodésie et du Nyassaland. Le 11 novembre 1968, trois ans après que le gouvernement à majorité blanche ait déclaré unilatéralement son indépendance vis-à-vis de la Grande-Bretagne, un drapeau national basé sur un design entièrement nouveau est adopté. Il s'agissait d'un drapeau tribande vertical vert-blanc-vert, chargé au centre des armoiries nationales. Il s'agit du premier drapeau national à contenir l'oiseau du Zimbabwe, présent dans les armoiries depuis 1924.
En 1979, lorsque le pays s'est reconstitué sous le nom de Rhodésie du Zimbabwe à la suite du règlement interne entre le gouvernement et les nationalistes noirs modérés, un nouveau drapeau est adopté pour marquer la transition le 4 septembre de cette année-là. Le drapeau de la Rhodésie du Zimbabwe est conçu par le lieutenant d'aviation Cedric Herbert de l'armée de l'air rhodésienne et membre de la Société rhodésienne d'héraldique et de généalogie.
Le design incorporait les couleurs panafricaines jaune, noir, vert et rouge, avec l'oiseau en stéatite du Grand Zimbabwe, représentant une source de pouvoir et d'identité plus ancienne et précoloniale en jaune sur une bande noire verticale, symbolisant l'importance du pouvoir majoritaire, et trois bandes horizontales, une rouge représentant le sang versé dans la lutte pour le pouvoir majoritaire, une blanche, représentant la partie intégrante de la communauté européenne et d'autres minorités dans tous les aspects de la vie du pays, et une verte, reflétant l'importance de l'agriculture pour le bien-être du pays, mais le nouveau design avait peu de soutien de la part des politiciens noirs, qui le décrivaient comme « le drapeau aux deux noms », une référence à la « Rhodésie du Zimbabwe ».
En réponse, la radio Voice of Zimbabwe, gérée par le parti politique de Robert Mugabe depuis Maputo au Mozambique, a diffusé un commentaire intitulé « La preuve de l'indépendance ne réside pas dans les drapeaux ou les noms », rejetant les changements comme visant à « renforcer la position de l'alliance fantoche raciste à la conférence du Zimbabwe à Londres ».
Ce drapeau est officiellement remplacé en décembre 1979 lorsque le Royaume-Uni a pris le contrôle provisoire du pays à la suite de l'accord de Lancaster House qui a mis fin à la guerre de Rhodésie. L'Union Jack britannique est utilisé comme drapeau officiel du pays, même si de facto le drapeau du Zimbabwe et de la Rhodésie a continué à flotter, tandis que de nouvelles élections ont eu lieu en février 1980. Entre le 17 et le 18 avril 1980, à minuit, le pays a obtenu l'indépendance du Royaume-Uni sous le nom de Zimbabwe et un nouveau drapeau national est adopté,,,, dont le projet avait été remis au ministre des Travaux publics Richard Hove par un concepteur non spécifié. La conception initiale n'incluait pas l'oiseau du Zimbabwe. Ceci est ajouté à la suggestion de Cederic Herbert, qui a souligné son caractère unique et son histoire. Le projet final est approuvé par le Premier ministre élu de l'époque, Robert Mugabe. L'adoption du nouveau drapeau a coïncidé avec la prestation de serment de Canaan Banana en tant que nouveau président du pays. L'oiseau du Zimbabwe, utilisé sur tous les drapeaux depuis 1968, est basé sur une statue découverte dans la cité médiévale en ruines de Grand Zimbabwe, dans le sud-est du pays.

Drapeau de la British South African Company (BSAC) de Cecil Rhodes (1890–1923)
Drapeau officiel de la colonie de Rhodésie du sud (1924–1964)
Drapeau de la Fédération de Rhodésie et du Nyassaland (1953–1963)
Drapeau de la Rhodésie (1964–1968)
Drapeau de la Rhodésie (1968–1979)
Drapeau du Zimbabwe-Rhodésie (1979)

## Conception

### Couleurs et symbolisme

Le drapeau de l'Union nationale africaine du Zimbabwe – Front patriotique

Le drapeau national du Zimbabwe est composé de cinq couleurs différentes : vert, or, rouge, noir et blanc. Officiellement, les couleurs du drapeau du Zimbabwe ont des significations politiques, régionales et culturelles. Le vert représente l’agriculture et les zones rurales du Zimbabwe. Le jaune représente la richesse en minéraux du pays, principalement l'or. Le rouge symbolise le sang versé lors des première et deuxième Chimurenga (guerres) dans la « lutte pour l'indépendance ». Le noir indique l'héritage, la race et l'ethnicité de la majorité noire,.
Le triangle blanc est un symbole de paix. L'oiseau doré, connu sous le nom de « Grand oiseau du Zimbabwe » (Hungwe) est le symbole national du Zimbabwe  et est très probablement une représentation de l'aigle pêcheur africain,. Il « illustre le lien fort que les ancêtres humains entretenaient avec les animaux, la nature et les guides spirituels » et il est traité avec un haut niveau d'importance et de respect. L'étoile rouge représente les aspirations de la nation, considérées comme le socialisme tel que promu par le parti au pouvoir, l'Union nationale africaine du Zimbabwe, et dont le drapeau du parti est utilisé comme base pour le drapeau de la nation,.

### Spécifications et rendu correct du Grand Oiseau du Zimbabwe

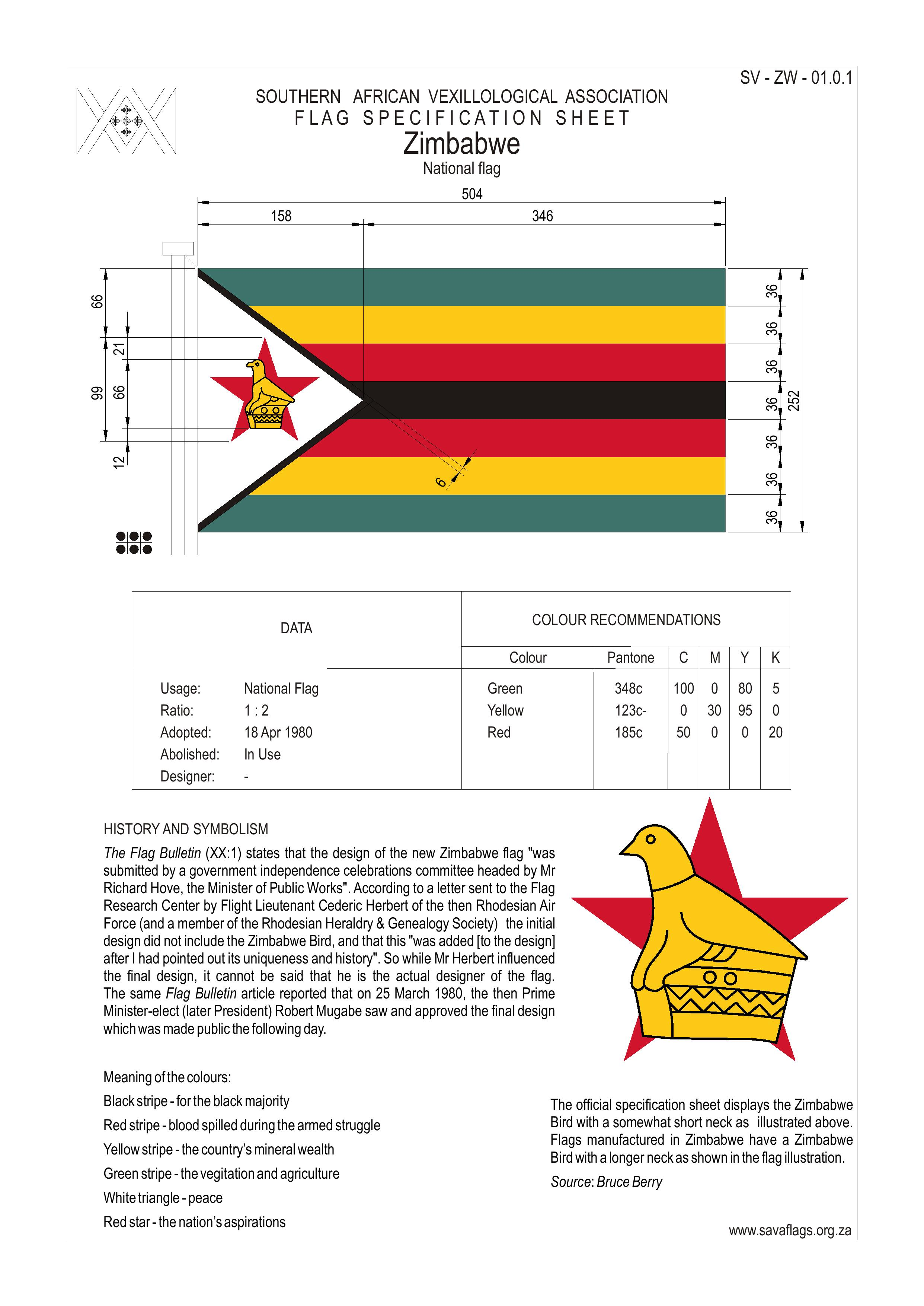
Spécifications du drapeau national du Zimbabwe montrant les deux représentations de l'oiseau du Zimbabwe

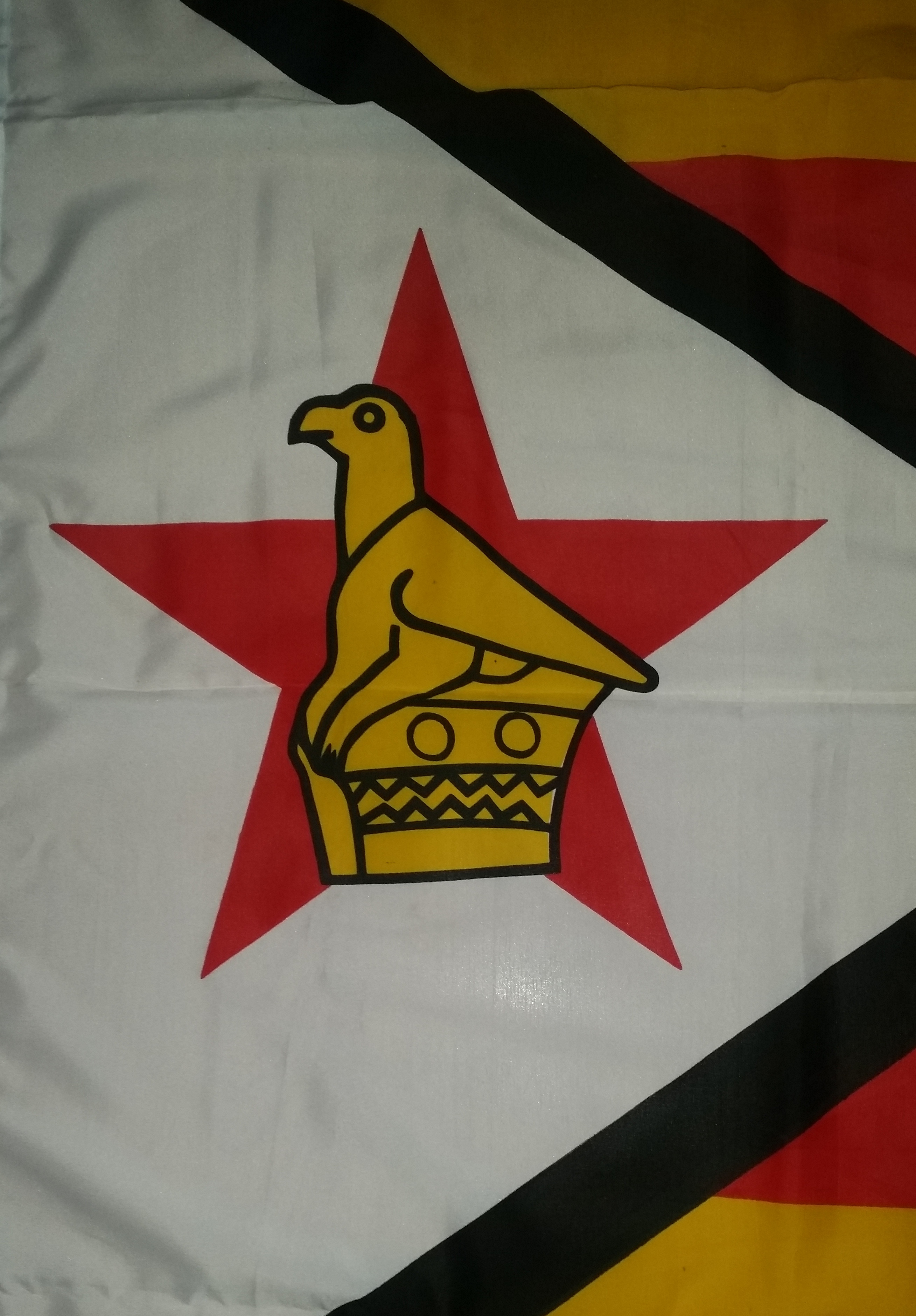
Gros plan de l'oiseau du Zimbabwe sur un drapeau fabriqué au Zimbabwe

Le Grand Oiseau du Zimbabwe est apparu pour la première fois dans un sens armorial lorsqu'il est incorporé dans les armoiries de la Rhodésie du Sud, qui ont été accordées par mandat royal le 11 août 1924. Il est utilisé pour la première fois sur un drapeau national lorsque les armoiries complètes ont été affichées sur le drapeau rhodésien adopté le 11 novembre 1968. Il est ensuite apparu seul sur le drapeau rhodésien du Zimbabwe de 1979, et il est désormais affiché sur le drapeau du Zimbabwe. Les armoiries de 1924 ont été initialement conservées par le gouvernement zimbabwéen jusqu'à l'adoption d'un nouveau blason le 12 septembre 1981.
L'oiseau du Zimbabwe représenté sur le drapeau est rendu dans le même format que celui dans lequel il apparaissait sur les armoiries de 1924 et sur le drapeau rhodésien de 1968 et le drapeau rhodésien du Zimbabwe de 1979. L'étoile rouge sur laquelle est placé l'oiseau est une étoile ordinaire. Cependant, une version différente, plutôt aplatie, de l'oiseau, parfois représentée sur une étoile irrégulière et aplatie, est souvent vue sur les drapeaux fabriqués en dehors du Zimbabwe. L'origine de cette divergence semble être une illustration du nouveau drapeau proposé, publié pour la première fois par le ministère de l'Information du Zimbabwe en avril 1980, juste avant que le pays n'accède à l'indépendance totale. Cette illustration montre l'oiseau dans une version aplatie positionné sur une étoile irrégulière. La mauvaise qualité de l'illustration, avec l'étoile apparaissant irrégulière sur le drapeau, mais régulière sous la description des significations à droite, et avec l'oiseau du Zimbabwe complètement omis là où il devrait être à côté des mots L'emblème national, suggère qu'elle est réalisée à la hâte et sans précision. Néanmoins, en l'absence d'une meilleure source, les vexillologues extérieurs au Zimbabwe ont utilisé cette illustration comme base pour leur rendu de l'emblème sur le drapeau, qui a ensuite été copié par de nombreux fabricants de drapeaux en dehors du Zimbabwe. Pendant ce temps, les fabricants de drapeaux au Zimbabwe continuent de produire des drapeaux arborant la version originale de l'oiseau assis sur une étoile ordinaire. En conséquence, ces deux variantes du drapeau zimbabwéen sont toutes deux d'usage courant, mais la version du drapeau avec l'étoile régulière est la version correcte selon les spécifications officielles.

### Similitudes
Les couleurs utilisées sur le drapeau du Zimbabwe sont très proches de celles du parti au pouvoir , l'Union nationale africaine du Zimbabwe – Front patriotique. Ceci est considéré comme un signe de soumission humble et de respect envers le parti.

## Dans la culture populaire
Le 7 août 1980, Samora Machel a prononcé un discours célèbre impliquant le drapeau national du Zimbabwe, dans lequel il a déclaré tout en tenant le drapeau : « Ce drapeau couvre tout le monde. Il n'y a pas de Noirs au Zimbabwe, il n'y a pas de Blancs, il n'y a pas de mulâtres et d'Indiens, aujourd'hui il n'y a que des Zimbabwéens. » 
À Harare, au Zimbabwe, en 2011, une voiture sur deux avait un trop grand nombre de drapeaux nationaux miniatures placardés dessus. Les ventes du drapeau national ont atteint des sommets dans le pays. Selon Petina Gappah dans The Guardian en 2010, le drapeau est un « rappel que la nation est née de la douleur ».

## Anciens drapeaux
| Drapeau | Date        | Usage                                                 | Description |
| ------- | ----------- | ----------------------------------------------------- | --- |
|         | 1896 - 1923 | Drapeau de la British South Africa Company            | Entre 1890 et 1923, le drapeau de la British South African Company (BSAC) de Cecil Rhodes était l'emblème officiel de la colonie de Rhodésie du Sud. Il s'agissait de l'Union Jack britannique avec au centre le lion impérial britannique. |
|         | 1923 - 1964 | Drapeau de la colonie de Rhodésie du Sud              | De 1924 à 1964, le drapeau officiel de la colonie de Rhodésie du sud fut le blue ensign britannique. Les armoiries de Cecil Rhodes, représentant une pioche au milieu d'un blason vert, surmonté d'un lion britannique entouré de chardons, furent placés sur le drapeau pour le différencier des autres drapeaux similaires coloniaux. |
|         | 1953 - 1963 | Drapeau de la Fédération de Rhodésie et du Nyassaland | Entre 1953 et 1964, la Rhodésie fut membre de la Fédération de Rhodésie et du Nyassaland qui regroupait les colonies de Rhodésie du nord, de Rhodésie du Sud et du Nyassaland. La fédération disposa d'un drapeau similaire au blue ensign mais le blason amalgamait les armoiries des 3 colonies. Durant cette période, le gouvernement de Rhodésie du Sud conserva son gouvernement responsable et son drapeau. |
|         | 1964 - 1968 | Drapeau de la Rhodésie                                | De 1964 à 1968, la Rhodésie reprit son drapeau colonial antérieur à la fédération mais avec un fond de couleur bleu azur. Le drapeau fut conservé lors de la déclaration unilatérale d'indépendance du 11 novembre 1965 par le gouvernement rhodésien dirigé par Ian Smith, manifestant la volonté des Rhodésiens de ne pas rompre tous les liens avec la métropole. Ainsi, la reine du Royaume-Uni demeurait toujours en titre le chef d'État de la colonie rebelle. |
|         | 1968 - 1979 | Drapeau de la Rhodésie                                | Le 11 novembre 1968 fut hissé le drapeau de la Rhodésie indépendante par le gouvernement de Ian Smith alors que la colonie s'acheminait vers la proclamation de la république à la suite du refus britannique de reconnaitre l'indépendance rhodésienne et le refus du titre de chef d'état par la Reine du Royaume-Uni. Considéré comme le drapeau rhodésien par excellence, il se présentait sous la forme de 3 bandes verticales verte, blanche, verte. Au milieu de la bande blanche se situaient les armoiries coloniales de Rhodésie soutenues par 2 gazelles à cornes et surmontées par l'oiseau jaune emblématique des ruines du monument national du Grand Zimbabwe. Au pied du blason figurait sur une bandelette la devise du pays « Sit Nomine Digna » (Qu'elle soit digne de son nom). Très populaire parmi les blancs, il demeura l'emblème du pays après la proclamation de la république en 1970. Il restera en vigueur jusqu'au 1er septembre 1979. |
|         | 1979        | Drapeau du Zimbabwe-Rhodésie                          | En 1979, après les accords internes de Salisbury entre le gouvernement de Smith et les noirs modérés, un sixième drapeau fut choisi pour symboliser la nouvelle Zimbabwe-Rhodésie. Présentant horizontalement 3 bandes rouges, blanches et vertes, l'oiseau jaune du Zimbabwé figurait sur une bande verticale noire à gauche du drapeau. Ce drapeau resta en vigueur 6 mois de juin à décembre 1979, date à laquelle la Rhodésie revient sous le giron britannique. L'Union Jack devient alors le seul emblème du territoire rhodésien du 12 décembre 1979 au 18 avril 1980, date à laquelle le drapeau actuel du Zimbabwe sera hissé pour la 1re fois le jour de l'indépendance. |

## Drapeaux du Vice-Roi et de la présidence
| Drapeau | Date                | Usage                                                             | Description                                         |
| ------- | ------------------- | ----------------------------------------------------------------- | --------------------------------------------------- |
|         | 1923-1970 1979-1980 | Drapeau du gouverneur de Rhodésie du Sud                          | L'Union Jack avec les armoiries rhodésiennes        |
|         | 1951 - 1965         | Drapeau du gouverneur de Rhodésie du Sud                          | La couronne de St. Edouard                          |
|         | 1951 - 1970         | Variante du Drapeau du gouverneur de Rhodésie du Sud              |                                                     |
|         | 1951 - 1965         | Drapeau de la maison du gouverneur                                | Représentation de l'oiseau emblématique du Zimbabwe |
|         | 1970 - 1979         | Drapeau du président de la république de Rhodésie                 |                                                     |
|         | 1970 - 1979         | Drapeau du premier ministre de la république de Rhodésie          |                                                     |
|         | 1979 - 1980         | Drapeau du premier ministre de la république de Zimbabwe-Rhodésie |                                                     |

## Anciens drapeaux militaires
| Drapeau | Date       | Usage                                      | Description                                                                 |
| ------- | ---------- | ------------------------------------------ | --------------------------------------------------------------------------- |
|         | c1890-1923 | Emblème de la British South Africa Company |                                                                             |
|         | 1970-1979  | Drapeau de l'armée rhodésienne             | Tricolore orange-rouge-bleu avec au centre l'emblème de l'armée rhodésienne |
|         | 1970-1979  | Drapeau de la Rhodesian Air Force          |                                                                             |
|         | 1979–1980  | Drapeau de la Zimbabwe Rhodesian Air Force |                                                                             |